# بورتون سيلفرمان
بورتون سيلفرمان (بالإنجليزية: Burton Silverman)‏ هو رسام أمريكي، ولد في 1928 في بروكلين في الولايات المتحدة.

## وصلات خارجية
- الموقع الرسمي